# Colégio Nossa Senhora das Dores
O Colégio Nossa Senhora das Dores é uma escola particular dominicana, fundada em 16 de outubro de 1885, situada na cidade de Uberaba, no estado de Minas Gerais. É a mais antiga escola de Uberaba, de origem francesa, fundada pela Irmã Madre Maria José (nome também da rua da escola). Possui turmas de Maternal, 1º e 2º período, 1º ao 9º ano e 1º ao 3º colegial.

## Dados
Lema: Tradição em educar e inovar.
Cores antigas: Marrom e Bege
Cores atuais: Azul e Branco.

## História

### Tudo começou na Antiga Santa Casa
O Colégio Nossa Senhora das Dores surgiu em Uberaba, em 1885. Foi iniciativa das irmãs Dominicanas de Nossa Senhora do Rosário Monteils, originárias da França, que motivadas pela vocação missionária religiosa e pelos convites insistentes do Bispo da Diocese de Goiás, Dom Cláudio José Gonçalves Ponce de Leão e dos Padres Dominicanos, pronevientes da mesma região francesa, que já estavam aqui desde 1881, resolveram empreender esta obra.
O nome escolhido para o estabelecimento de ensino que fundaram, proveio de haverem as Irmãs encontrado, em um dos cômodos da antiga Santa Casa de Misericórdia, onde foram instaladas, uma estatueta representando a Mãe de Jesus, em seu momento de sofrimento e dor pela morte do Filho.
Foi efetivamente, neste antigo prédio hospitalar, construído por um missionário Capuchinho, Frei Eugênio Maria de Gênova, e que, após a sua morte, em 1871, ficara parcialmente desativado, que após as reformas e adaptações adequadas, teve início, em outubro de 1885, o trabalho pedagógico das Irmãs Dominicanas em Uberaba.

### Inauguração do 1º prédio do CNSD
Alguns anos depois, em 1889, com o processo da Proclamação da República, e consequente rompimento da ligação Igreja-Estado, as Irmãs começaram a ter contestada a sua presença no prédio da Santa Casa, um próprio municipal. Um grupo e médicos da cidade alegou que necessitavam do prédio, obrigando as Irmãs a construir seu próprio imóvel, obra iniciada em 1893 e concluída em 1895. Para a consecução desta obra contaram com a ajuda prestimosa dos Padres Dominicanos que, para isto, retardaram a construção da grandiosa Igreja São Domingos, que estavam projetando executar.
O prédio do Colégio Nossa Senhora das Dores foi inaugurado, oficialmente, em 26 de dezembro de 1895, e nele as Irmãs passaram a residir e trabalhar a partir de fevereiro de 1896. Foi o primeiro edifício construído pelas irmãs, e serviu aos fins que lhe eram propostos até 1959, quando foi demolido, pois novos blocos de edificações, mais modernos e funcionais estavam em uso, os atuais Blocos 1 e 2.

### O Complexo de Prédios do CNSD
Depois da demolição do primeiro prédio do CNSD, em 1959, outros dois prédios já estavam em funcionamento. Atualmente esses prédios se chamam Blocos 1 e 2.
Bloco 1 - Construído de 1956 a 1958, o Bloco 2 estava sendo usado pelos estudantes do CNSD até a década de 90. De 1993 a 2005, o prédio foi alugado e serviu para as atividades escolares do Colégio Objetivo. Com a construção do novo prédio do Colégio Objetivo, próximo a Catedral, o CNSD tomou posse novamente do Bloco 1. Em 2006, começou o processo de revitalização do Bloco. Parte deste mesmo processo se encerrou no fim de 2006, quando os alunos do Ensino Médio deixaram o Bloco 2 e se acomodaram no novo prédio. O processo de revitalização continuou até Julho de 2007 e em Agosto todos os alunos do Bloco 2, com exceção a Educação Infantil foram para o Bloco 1 ainda incompleto. Na segunda semana deste mesmo agosto, o elevador do Bloco 2, foi inaugurado. A partir de agosto de 2009, começaram obras para a construção de uma nova entrada da escola ao lado do Bloco 1. Graças ao barulho, à poeira e ao grande número de manifestações contra a Diretoria, os alunos de 6º ao 9º ano voltaram a ocupar o terceiro andar do Bloco 2.
Ainda sobre o Bloco 1 - Em 1964 foi criada a Faculdade de Ciências Econômicas do Triângulo Mineiro - FCETM - única faculdade com foco em gestão empresarial de nossa região. Inicialmente ela funcionava no prédio da ACIU - Associação Comércial, Industrial e de Serviços de Uberaba. Em 1976 a FCETM muda-se do prédio da ACIU para instalações alugadas no Colégio Nossa Senhora das Dores. A FCETM permaneceu no prédio do Colégio Nossa Senhora das Dores até 1991, quando foi inaugurada sua sede própria no dia 18 de fevereiro daquele ano.
Bloco 2 - Construído de 1954 a 1957, o Bloco 2 existe até hoje. Os estudantes sempre estudaram nesse Bloco até 2007, quando todos os estudantes passaram a estudar no Bloco 1, e o Bloco 2 começou a passar por um processo de revitalização. Até o fim do ano de 2007, estavam apenas estudando no Bloco 2, os alunos da Educação Infantil. Até o dia 8 de setembro de 2009, o terceiro andar do Bloco está vazio, sendo ocupado apenas pelos alunos do Período Integral, mas os alunos de 6º ao 9º ano agora estão ocupando-o.
Bloco 3 - O Bloco 3, é a capela do CNSD. Foi construída de 1890 a 1893. Presente até hoje, a capela foi o único dos 3 Blocos que não precisou de Revitalização, pois estava muito bem conservado.
Bloco 4 - Ver complexo Esportivo
Bloco 5 - Construído de 1961 a 1964, o Bloco 5 é o Anfiteatro da Escola, ou Centro de Convenções. Utilizado para apresentações de teatro, reuniões promovidas pela escola, ou até mesmo para cerimônias de formatura dos alunos de 5º e 9º ano e 3º colegial.

### Complexo Esportivo Irmã Maria Helena Brenan Salazar da Veiga Pessoa
Construído de 2000 a 2001, o Complexo Esportivo foi formado por 3 construções: Ginásio Poliesportivo Irmã Nadir Barros Freire, Piscina, e Quadra. O Complexo estava muito bem conservado, mas a partir de 2006, a vice-diretora da época, Marta Fabri, decidiu revitalizar o Complexo. a revitalização antes, era só um projeto para a colocação de uma cobertura e de um aquecedor na Piscina. Essa obra foi conservada, mas também surgiu a ideia de reformar o Ginásio Poliesportivo. Foram construídas salas no Ginásio, juntamente com uma Academia. As obras para revitalização do Complexo, foram concluídas em Julho de 2007, para que as três construções pudessem ser utilizadas nos Jogos Esportivos Dominicanos (JED), que reuniu três escolas: Colégio Nossa Senhora do Rosário (São Paulo), Colégio Nossa Senhora do Rosário (Curitiba) e Colégio São Domingos (Araxá)

### Parcerias
O CNSD pertence ao conjunto de escolas Dominicanas Veritas, assim como outras escolas no Brasil. Estão espalhadas em Goiás, Rio Grande do Sul, São Paulo, Minas Gerais, Paraná, etc.
A partir de 2003, o CNSD começou a fazer parte do sistema de ensino Rede Pitágoras.

### Lista de todas as diretoras da escola
| Ordem | Diretora                                         | Mandato             |
| ----- | ------------------------------------------------ | ------------------- |
| 1     | Madre Maria José                                 | 1895 - 1916         |
| 2     | Madre Maria Alexandra Rouquet                    | 1916 - 1920         |
| 3     | Madre Maria Eugenia Taurnomire                   | 1921 - 1928         |
| 4     | Madre Maria Maximinia                            | 1929 - 1931         |
| 5     | Madre Maria Egídia                               | 1932 - 1934         |
| 6     | Madre Maria Tomásia                              | 1935 - 1941         |
| 7     | Madre Maria Aimée Reis                           | 1942 - 1947         |
| 8     | Madre Maria Ângela Barra                         | 1948 - 1953         |
| 9     | Madre Maria Divino Coração                       | 1954 - 1955         |
| 10    | Madre Maria Bernadet                             | 1956 - 1960         |
| 11    | Madre Maria Elvira Brenan Vilela                 | 1960 - 1964         |
| 12    | Madre Maria Bernard Cantaloube                   | 1965 - 1966         |
| 13    | Irmã Zeni Vaz de Souza                           | 1967 - 1968         |
| 14    | Irmã Georgina Santos Oliveira                    | 1969 - 1973         |
| 15    | Irmã Nadir Rodrigues da Silva                    | 1974 - 1977         |
| 14    | Irmã Georgina Santos Oliveira                    | 1978 - 1985         |
| 16    | Irmã Nadir Barros Freire                         | 1987 - 1994         |
| 17    | Irmã Maria Helena Brenan Salazar da Veiga Pessoa | 1995 - 2006         |
| 18    | Marta Beatriz Queiroz Fabri                      | 2007 - em exercício |